# فریدون مهدوی
فریدون مهدوی (۱۳۱۱ تهران - ۱۳۹۳ پاریس) نوه حاج امین الضرب، از اعضای پیشین شورای مرکزی جبهه ملی ایران و وزیر بازرگانی دولت هویدا در سال‌های ۱۳۵۳–۱۳۵۴ بود.

## تولد و تحصیلات
فریدون مهدوی در سال ۱۳۱۱ در تهران به دنیا آمد. پدر بزرگ وی حاج امین الضرب از رجال و بازرگانان صاحب نام ایران بود. وی در ۵ سالگی به همراه خانواده راهی اروپا شد و به زبان‌های آلمانی و فرانسه تسلط کامل داشت و در آلمان رشته اقتصاد را به پایان برد.

## فعالیتهای سیاسی و اداری
او پس از برگشت به ایران جذب جبهه ملی ایران شد و مدت هشت ماه به همراه رهبران جبهه ملی در زندان بود. وی پس از آزادی به بانک توسعه صنعتی و معدنی رفت و تا سمت معاونت این بانک پیش رفت. و سپس به عنوان مشاور اقتصادی هویدا منصوب شد. وی پس از احیای وزرات بازرگانی در سال هفتم اردیبهشت ۱۳۵۳ به این سمت منصوب شد و به مدت دو سال به عنوان وزیر بازرگانی فعالیت کرد.
آغاز فعالیت وی مصادف با گران شدن قیمت نفت و سرازیر شدن پترودلار و دخالت شاه در اقتصاد کشور بود که منجر به برزو بیماری هلندی شد. با افزایش قیمت‌های اجناس مهدوی مأموریت یافت که به دستور مستقیم شاه با این امر مبارزه کند. وی پیرو سیستم تثبیت قیمت دستوری بود.
مهدوی که تحصیلات اقتصادی‌اش را در آلمان گذرانده بود، می‌گفت: «من از دوران دانشجویی، با سیاست کاهش قیمت‌های نازی‌ها که در سال ۱۹۳۶ به مرحله اجرا درآمد، آشنا بودم. در آن زمان، دولت آلمان نه‌تنها افزایش قیمت‌ها را منع کرد، بلکه قیمت هر کالا را خود تعیین و تثبیت کرد. من هم همین سیاست را دنبال کردم»
وی پس از تشکیل حزب رستاخیز و ایجاد سیستم تک حزبی به دستور شاه به سمت قائم مقام حزب نیز منصوب شده و در پی دستور شاه مبنی بر مبارزه با گران‌فروشی ریاست کمیته مبارزه با گرانفروشی حزب رستاخیز را بر عهده می‌گیرد.
مهدوی در ادامه فعالیت‌هایش در جهت اصل ۱۴ انقلاب سفید شاه و ملت و مبارزه با گرانفروشی اقدام به تعطیلی اتاق‌های اصناف کرده و آنان را تحت تعقیب قرار می‌دهد. در پی رقابت بین دو جناح حزب یعنی جمشید آموزگار و امیرعباس هویدا عملاً فعالیتهای حزب رستاخیز در این موضوع به بن‌بست رسیده و در تیرماه ۱۳۵۵ دولت خود راساً این امر از دادگاه‌های سیار حزب رستاخیز گرفته و با ایجاد سازمانی به عهده گرفت. که در عمل هم این تغییرات نا موفق بوده و راه به جایی نبرده و تورم ادامه یافت.
پدربزرگ مهدوی یعنی امین الضرب خود بنیانگذار هیئت اتحاد تجار و اتاق بازرگانی تهران و از حامیان بخش خصوصی بود اما مهدوی در تقابل با اتاق بازرگانی و اصناف
و بخش خصوصی قرار گرفت.

## ماجرای شکر
یکی از بهانه‌ها و دلایلی برکنار مهدوی از وزارت داستان واردات شکر بود. او که در زمان آغاز وزارت متوجه کمبود در کالاهای اساسی شده بود به هر روش ممکن تلاش در جهت پرکردن این خلاء را می‌نماید. برای جبران کمبود برنج گندم مربوط به عراق را در کشتی عازم به این کشور به قیمت بالاتر خریده و از سوی دیگر از پاکستان نیز ۶۰ هزار تن برنج وارد می‌نماید. در مورد شکر و قند وی با کنار گذاشت دو وارد کننده انحصاری شکر یعنی فیلیکس آقایان و هژبر یزدانی و بانک توسعه به صورت مستقیم از انگلستان اقدام به خرید شکر می‌کند.
فریدون مهدوی قرارداد خرید شکر را با توجه به روش فیوچر مارکت(Future Market) و با علم به افزایش قیمت شکر در آینده می‌بندد و در ادامه با توجه به افزایش جهانی قیمت، شکر وارداتی را به قیمت بالاتر از خرید اما پایین‌تر از نرخ روز به فروش می‌رساند. این امر باعث ضرر و زیان تجار فعال در این عرضه می‌شود. تجار که قبلاً هم در امر مبارزه با گرانفروشی با اخلال مهدوی در کارکرد بازار مواجه بودند این بار با ارایه مدارک به شاه اعلام می‌کنند که مهدوی خود باعث گران‌فروشی است. به دنبال این ماجر مهدوی از سمت وزارت بازرگانی کنار گذاشته شده و تا پایان دولت هویدا به سمت وزیر مشاور در امور ورزش منصوب می‌شود.
در همین رابطه صیرفی و علیزاده معاونان این وزارتخانه محاکمه و زندانی شدند اگرچه بعدها دادگاه بیگناهی مهدوی را ثابت کرد اما این امر نکته مهمی در بدنامی هویدا داشت.
مهدوی پس از سقوط دولت هویدا، به اروپا برگشت. در شهریور ۱۳۵۷ امیرعباس هویدا وزیر دربار او را به تهران احضار کرد تا با توجه به سوابق اش در جبهه ملی ایران با رهبران جبهه ملی مذاکره کند اما ده روز پس از واقعه ۱۷ شهریور بازداشت شد و تا پایان انقلاب در زندان بود. وی پس از پیروزی انقلاب ۵۷ از زندان آزاد شده و دو سال مخفیانه در تهران زندگی کرد تا سرانجام به پاریس رفت. فریدون مهدوی در هفتم فروردین ۱۳۹۳ در پاریس درگذشت.